# Bahalana caicosana
Bahalana caicosana är en kräftdjursart som beskrevs av Lazar Botosaneanu och Thomas M. Iliffe 2003B. Bahalana caicosana ingår i släktet Bahalana och familjen Cirolanidae. Inga underarter finns listade i Catalogue of Life.